# Danick Snelder
Danick Albertine Snelder (Pijnacker, 22 mei 1990) is een Nederlandse handbalster die uitkomt in de Duitse competitie voor SG BBM Bietigheim. Vanaf augustus 2020 t/m november 2020 heeft Snelder gespeeld voor het Hongaarse Siofok HC.
In maart 2016 tijdens het OKT in Metz (Frankrijk) is er een hoogtepunt voor Snelder en het Nederlandse handbal, ze kwalificeerden zich voor het eerst voor de Olympische Spelen. Doordat de wedstrijd om het brons verloren werd van de toenmalige wereldkampioen Noorwegen (23-36), eindigden ze uiteindelijk op de vierde plaats.
In 2019 was zij lid van het team dat wereldkampioen werd.

## Individuele prijzen
- All-Star Team cirkelloper van het Europees kampioenschap onder 19: 2009
- Cirkelloper van het jaar van de Eredivisie: 2009/10
- Talent van het jaar van de Eredivisie: 2008/09